# Patrice Monteilh
Patrice Monteilh, né le 16 décembre 1960 à Talence, est un footballeur français reconverti entraîneur.

## Biographie
Patrice Monteilh joue un total de 239 matchs en Division 1 entre 1980 et 1989 avec Lyon, Rouen, Le Havre, et Lens.
Reconverti entraîneur, il débute par encadrer les moins de 17 ans nationaux du FC Rouen, où il revient terminer sa carrière de joueur (1995-2000). Il quitte ensuite la France pour entraîner deux saisons l'Olympique de Moka à l'île Maurice. En 2002, il revient en Métropole pour prendre en main l'UF Mâcon qu'il fait monter de DH à CFA 2 (2002-2006). En 2006, il devient entraîneur adjoint de l'équipe réserve du Havre AC au même niveau avant, au bout d'un an, de garder le même rôle au sein de l'équipe première en Ligue 2 jusqu'en 2012. Pour la saison 2014-2015, Monteilh intègre le centre de formation de l'US Quevilly. Un an plus tard, il s'engage pour trois ans avec le Blois Football 41, qu'il fait monter dès la première année en CFA 2 et maintient la saison suivante, il quitte son poste à un an du terme de son contrat.

## Statistiques
| Saison                | Club                  | Championnat           | Championnat | Championnat | Coupe(s) nationale(s) | Coupe(s) nationale(s) | Total | Total |
| Saison                | Club                  | Division              | M.          | B.          | M.                    | B.                    | M.    | B.    |
| 1977-1978             | Olympique lyonnais B  | D3                    | -           | -           | -                     | -                     | 0     | 0     |
| 1978-1979             | ES La Rochelle        | D3                    | -           | -           | 3                     | -                     | 3     | 0     |
| 1979-1980             | Olympique lyonnais    | D1                    | 20          | -           | 2                     | 1                     | 22    | 1     |
| 1980-1981             | Olympique lyonnais    | D1                    | -           | -           | -                     | -                     | 0     | 0     |
| 1981-1982             | Olympique lyonnais    | D1                    | 5           | 1           | -                     | -                     | 5     | 1     |
| Sous-total            | Sous-total            | Sous-total            | 25          | 1           | 2                     | 1                     | 27    | 2     |
| 1982-1983             | FC Rouen              | D1                    | 36          | 1           | 7                     | -                     | 43    | 1     |
| 1983-1984             | FC Rouen              | D1                    | 34          | -           | 5                     | 1                     | 39    | 1     |
| 1984-1985             | FC Rouen              | D1                    | 30          | 1           | 7                     | -                     | 37    | 1     |
| Sous-total            | Sous-total            | Sous-total            | 100         | 2           | 19                    | 1                     | 119   | 3     |
| 1985-1986             | Le Havre AC           | D1                    | 37          | 1           | 3                     | -                     | 40    | 1     |
| 1986-1987             | Le Havre AC           | D1                    | 33          | 2           | 1                     | -                     | 34    | 2     |
| 1987-1988             | Le Havre AC           | D1                    | 19          | 2           | 1                     | -                     | 20    | 2     |
| Sous-total            | Sous-total            | Sous-total            | 89          | 5           | 5                     | 0                     | 94    | 5     |
| 1988-1989             | RC Lens               | D1                    | 25          | 1           | 1                     | -                     | 26    | 1     |
| 1989-1990             | RC Lens               | D2                    | 24          | -           | 1                     | -                     | 25    | 0     |
| 1990-1991             | RC Lens               | D2                    | -           | -           | 1                     | 1                     | 1     | 1     |
| Sous-total            | Sous-total            | Sous-total            | 49          | 1           | 3                     | 1                     | 52    | 2     |
| 1991-1992             | Louhans-Cuiseaux      | D2                    | 31          | 4           | -                     | -                     | 31    | 4     |
| 1992-1993             | Louhans-Cuiseaux      | D2                    | 29          | 2           | -                     | -                     | 29    | 2     |
| 1993-1994             | Louhans-Cuiseaux      | D3                    | 24          | 1           | -                     | -                     | 24    | 1     |
| Sous-total            | Sous-total            | Sous-total            | 84          | 7           | 0                     | 0                     | 84    | 7     |
| 1994-1995             | Racing Besançon       | D3                    | 2           | -           | -                     | -                     | 2     | 0     |
| 1995-1996             | FC Rouen              | D4                    | -           | -           | -                     | -                     | 0     | 0     |
| 1996-1997             | FC Rouen              | D4                    | -           | -           | -                     | -                     | 0     | 0     |
| Total sur la carrière | Total sur la carrière | Total sur la carrière | 349         | 16          | 32                    | 3                     | 381   | 19    |